# Cidade Baixa (filme)
Cidade Baixa é um filme de drama brasileiro dirigido por Sérgio Machado. A produção executiva é de Maurício Andrade Ramos e Walter Salles. A direção de fotografia de Toca Seabra. A trilha sonora é de Carlinhos Brown e Beto Villares. Foi lançado no Brasil e em festivais internacionais de cinema em 2005, incluindo a exibição na seção Un Certain Regard no Festival de Cannes.

## Sinopse
É um triângulo amoroso entre uma prostituta e dois homens que fazem transporte marítimo. Eles seguem para a Cidade Baixa de Salvador. Entre as dificuldades de relacionamento, o filme mostra o cotidiano das pessoas dessa região. Fala de pobreza, drogas, prostituição e violência.
Deco (Lázaro Ramos) e Naldinho (Wagner Moura) se conhecem desde garotos, sendo difícil até mesmo falar em um sem se lembrar do outro. Eles ganham a vida fazendo fretes e aplicando pequenos golpes a bordo do Dany Boy, um barco a vapor que compraram em parceria. Um dia surge Karinna (Alice Braga), uma stripper que deseja arranjar um gringo endinheirado no carnaval de Salvador a quem a dupla dá uma boleia. Após descarregarem em Cachoeira, Deco e Naldinho vão até uma rinha de galos. Naldinho aposta o dinheiro ganho com o frete, mas se envolve em confusão e termina recebendo uma facada. Deco defende o amigo e ataca o agressor, mas os dois são obrigados a fugir no barco, pois Naldinho está ferido. Na fuga, Karinna ajuda a dupla e vai com eles rumo a Salvador. Enquanto Naldinho se recupera, Deco tenta conseguir dinheiro para ajudar o amigo. Aos poucos a atração entre eles cresce, criando a possibilidade de que levem uma vida a três.

## Elenco
- Lázaro Ramos (Deco)
- Wagner Moura (Naldinho)
- Alice Braga (Karinna)
- Harildo Deda (Careca)
- Maria Menezes (Luzinete)
- João Miguel (Edvan)
- Débora Santiago (Sirlene)
- Divina Valéria (Zilú)
- José Dumont (Sergipano)
- Walmir Dois Mundos (Dois Mundos)

## Prêmios
Verona Love Screens Film Festival
- Melhor Atriz (Venceu)[6]
- Melhor Filme (Venceu)

Mostra Internacional de Cinema de São Paulo
- Prêmio do Júri Internacional - Sérgio Machado (Indicado)[7][8]

Associação Paulista de Críticos de Arte
- Melhor Atriz - Alice Braga (Venceu)[9]
- Melhor Diretor - Sérgio Machado (Venceu)[9]

Festival do Rio
- Melhor Atriz - Alice Braga (Venceu)[11][12]
- Melhor Filme - Sérgio Machado (Venceu)[11][12]

Prêmio Contigo! de Cinema
- Melhor Atriz - Alice Braga (Venceu)[13][14]
- Melhor Ator - Lázaro Ramos (Indicado)[13]
- Melhor Ator - Wagner Moura (Indicado)[13]
- Melhor Diretor - Sérgio Machado (Indicado)[13]
- Melhor Filme (Indicado)[13]
- Melhor Roteiro - Sérgio Machado, Karim Aïnouz (Indicado)[13]

Mons International Festival of Love Films
- Grande Prémio	- Sérgio Machado (Venceu)

Miami International Film Festival
- Menção Especial - Alice Braga, Wagner Moura, Lázaro Ramos[17]

Los Angeles Latino International Film Festival
- Prêmio do Júri - Melhor Roteiro: Sérgio Machado, Karim Aïnouz (Venceu)[18][19][20]

Festival de Cine Iberoamericano de Huelva
- Melhor Diretor - Sérgio Machado (Venceu)[23]
- Cólon de Ouro	- Sérgio Machado (Venceu)[23]
- Cólon Prata - Melhor Ator: Wagner Moura (Venceu)[23]
- Cólon Prata - Melhor Roteiro: Karim Aïnouz, Sérgio Machado (Venceu)[23]

Festival de Cinema de Havana
- Menção Especial - Sérgio Machado

Grande Prêmio Cinema Brasil
- Melhor Atriz - Alice Braga (Venceu)
- Melhor Ator - Wagner Moura (Indicado)
- Melhor Ator - Lázaro Ramos (Indicado)
- Melhor Direção de Arte - Marcos Pedroso (Indicado)
- Melhor Fotografía - Toca Seabra (Indicado)
- Melhor Figurino - Cristina Camargo, André Simonetti (Indicado)
- Melhor Diretor - Sérgio Machado (Indicado)
- Melhor Edição - Isabela Monteiro de Castro, Isabella Monteiro (Indicado)
- Melhor Maquiagem - Rosa Versoça (Indicado)
- Melhor Trilha Sonora - Carlinhos Brown, Beto Villares (Indicado)
- Melhor Filme (Indicado)
- Melhor Roteiro Original - Sérgio Machado, Karim Aïnouz (Indicado)
- Melhor Som (Indicado)
- Melhor Ator Coadjuvante - José Dumont (Indicado)
- Melhor Ator Coadjuvante - João Miguel (Indicado)

Festival de Cannes
- Prêmio da Juventude - Sérgio Machado (Venceu)[25][26]

Prêmio ABC de Cinematografia
- Melhor Edição/Melhor Montagem - Isabela Monteiro de Castro (Venceu)[27]